# Армирование грунтовых массивов
Армирование грунтовых массивов — усиление грунтовых массивов другим материалом. В инженерной геологии и технической мелиорации грунтов под этим термином объединяют специфические типы управляющих операций, направленных на борьбу с неустойчивостью грунтовых толщ и массивов для предупреждения (контроля) развития нежелательных техногенных процессов. В специальной литературе имеет различное толкование.
Обычно под армированием грунтовых массивов понимают совмещение грунта нарушенного сложения со специальными армирующими элементами с последующей укладкой и уплотнением нового своеобразного композитного материала (искусственные основания, насыпи, призмы обрушения возле подпорных стенок и т. д.). В более широком смысле этот термин объединяет процессы создания пространственных разноуровенных конструкций за счёт каркасообразования в теле грунтового массива путём внедрения системы элементов повышенной прочности или плотности.

## Методы
Оптимальное распределение жестких элементов в объёме грунтового массива как в естественном залегании, так и искусственно сформированного улучшает структуру взаимодействия всех видов внутренних напряжений армированной системы, что увеличивает её сопротивляемость сжимающим, сдвигающим и растягивающим усилиям и позволяет решать разнообразные инженерные задачи (увеличение несущей способности грунтового основания, контроль за устойчивостью склонов и откосов горных выработок, стабилизация осадок инженерных сооружений и т. д.). Элементами пространственных структур могут быть свайные и траншейные стены — метод «стена в грунте», свайные поля и другие несущие или удерживающие конструкции. Кроме упомянутых методов армирования грунтовых массивов выделяются также: создание балластных колонн и песчаных свай, устройство буроинъекционных анкеров и буроинъекционных свай, «гвоздевание» грунтов, грунтовые геокомпозиты с армирующими элементами в виде лент или сплошных матов из геотекстиля (плёнки, сетки, ткани, металлические полосы, стержни и т. д.). Выбор конкретного способа осуществляется с учётом инженерно-геологических условий площадки, назначения объекта и требованиям проекта к кондициям геологической среды. К армированию относится также устройство бумажных и синтетических дрен для осушения слабых водонасыщенных и ускорения консолидации намывных грунтов.